# Ebblinghem
Ebblinghem (flämisch Ebblingem, Aussprache [ɛblɛ̃ɡɛm]) ist eine französische Gemeinde mit 658 Einwohnern (Stand: 2022) im  Département Nord in der Region Hauts-de-France. Sie gehört zum Arrondissement Dunkerque und ist Mitglied im Gemeindeverband Cœur de Flandre Agglo. Die Bewohner werden Ebblinghemois und Ebblinghemoises genannt.

## Geografie

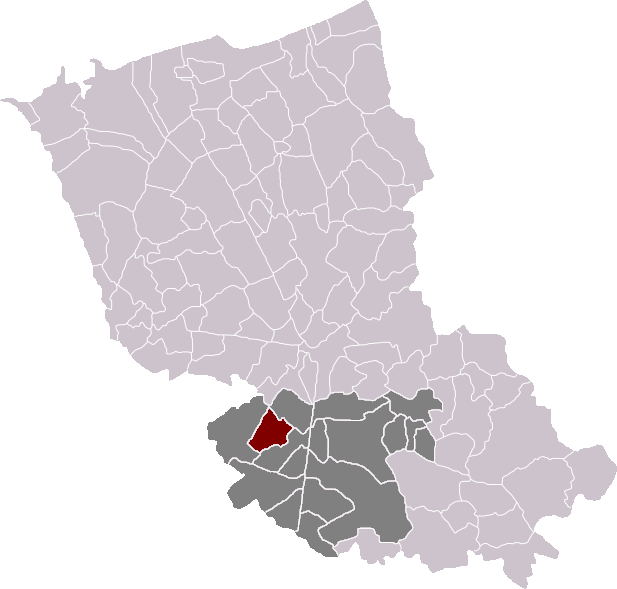
Lage von Ebblinghem im Arrondissement Dunkerque

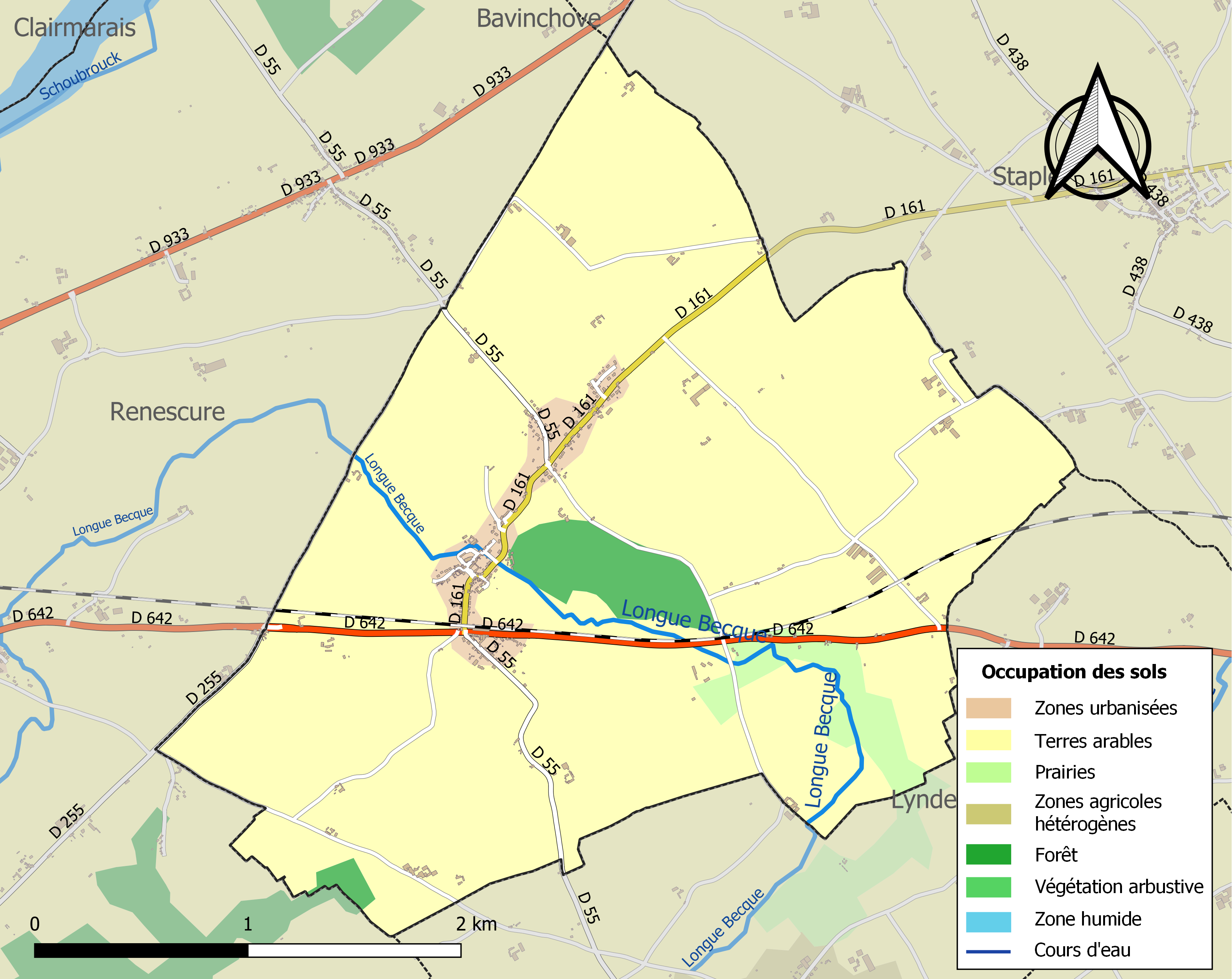
Bodennutzung, Hydrografie und Infrastruktur der Gemeinde (2018)

Ebblinghem liegt in Französisch-Flandern, etwa 34 Kilometer südlich von Dünkirchen in der Région naturelle Houtland. Die Gemeinde wird von der Longue Becque durchströmt und außerdem vom Flüsschen Belle Vue, der Becque de la Chapelle, der Chapelle du Bonsberg und verschiedenen kleineren Bächen entwässert. Das Zentrum liegt auf einer Höhe von etwa 30 m. Das Gemeindegebiet ist größtenteils flach, steigt jedoch nördlich des Zentrums beim Weiler Belle Vue sowie im Süden der Gemeinde jeweils auf über 60 m an.
93 % der Fläche der Gemeinde werden landwirtschaftlich genutzt, 3,5 % sind bewaldet (Bois d’Ebblinghem), weitere 3,5 % entfallen auf bebaute Flächen (Stand: 2018).
Ebblinghem grenzt im Nordosten an Staple, im Südosten an Lynde sowie im Westen und Nordwesten an Renescure.

## Geschichte
Zu Beginn des 19. Jahrhunderts hieß die Gemeinde Abblinghem.

### Bevölkerungsentwicklung
| Jahr                       | 1962 | 1968 | 1975 | 1982 | 1990 | 1999 | 2006 | 2013 | 2020 |
| Einwohner                  | 452  | 420  | 413  | 446  | 501  | 554  | 550  | 660  | 660  |
| Quellen: Cassini und INSEE |      |      |      |      |      |      |      |      |      |

## Sehenswürdigkeiten

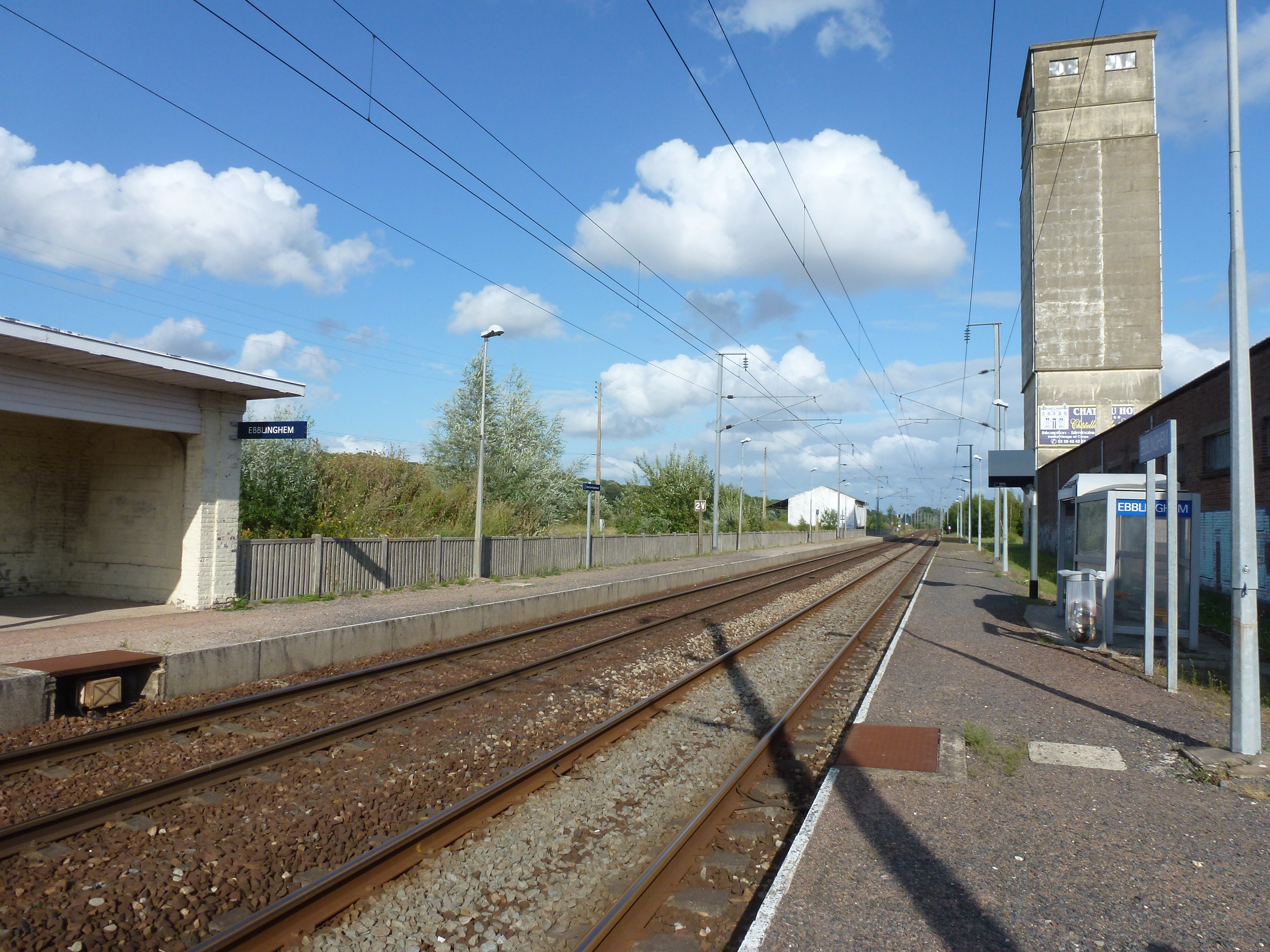
Haltepunkt von Ebblinghem

- Militärfriedhof mit mehr als 440 Gräbern von Gefallenen des Ersten Weltkriegs
- Kirche Saint-Samson
- Gefallenendenkmal
- Oratorien

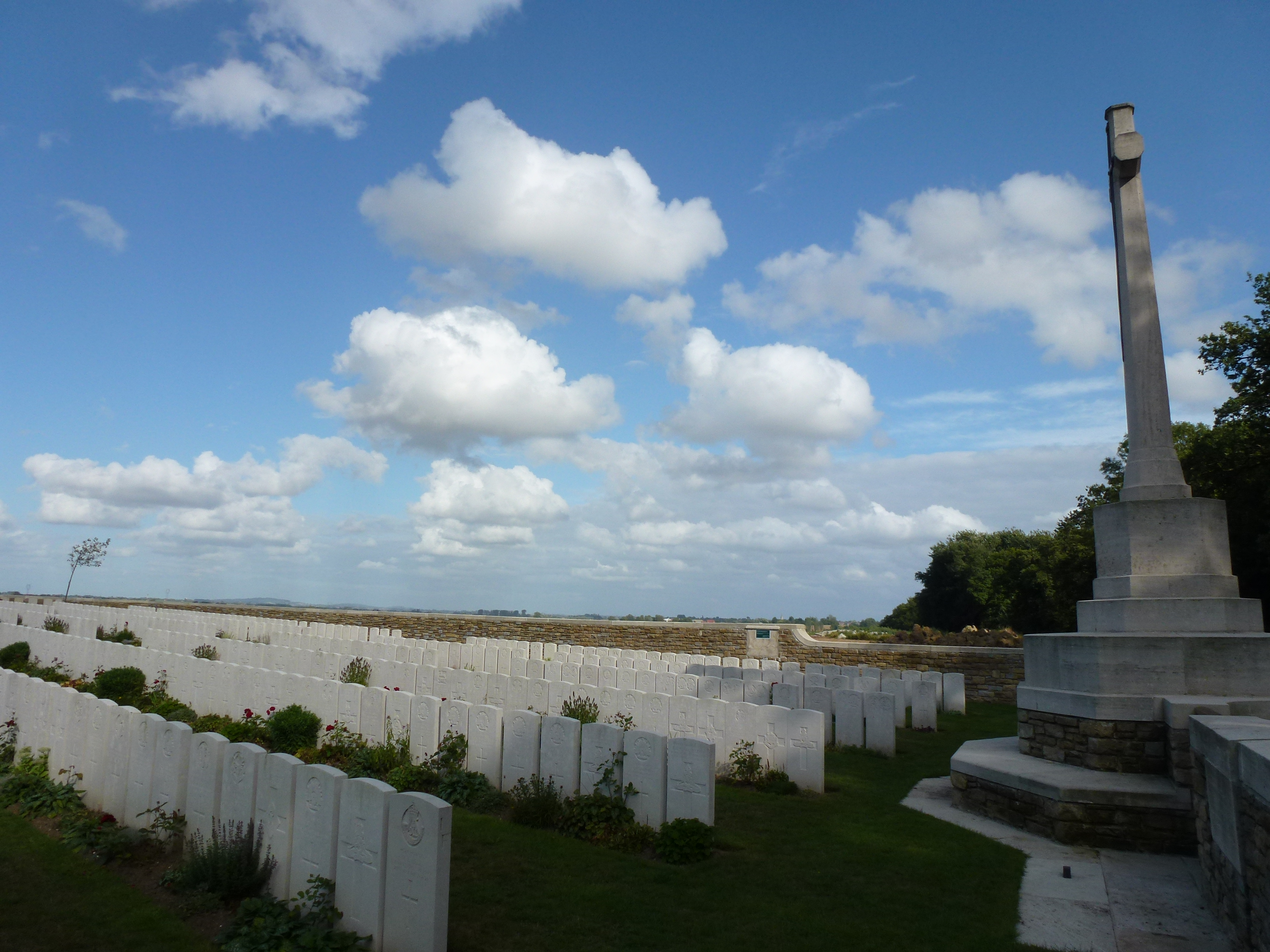
Soldatenfriedhof
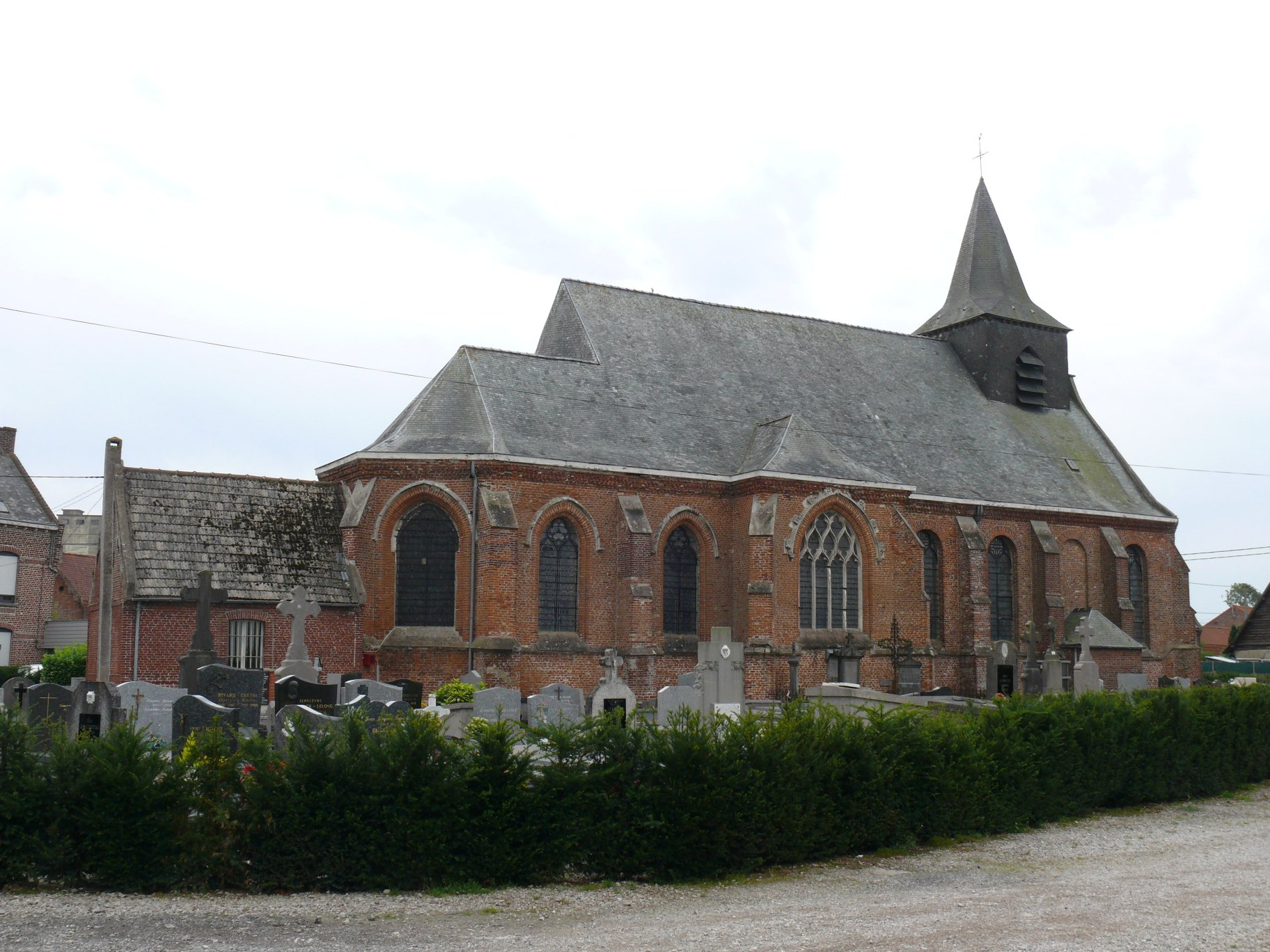
Kirche Saint-Samson
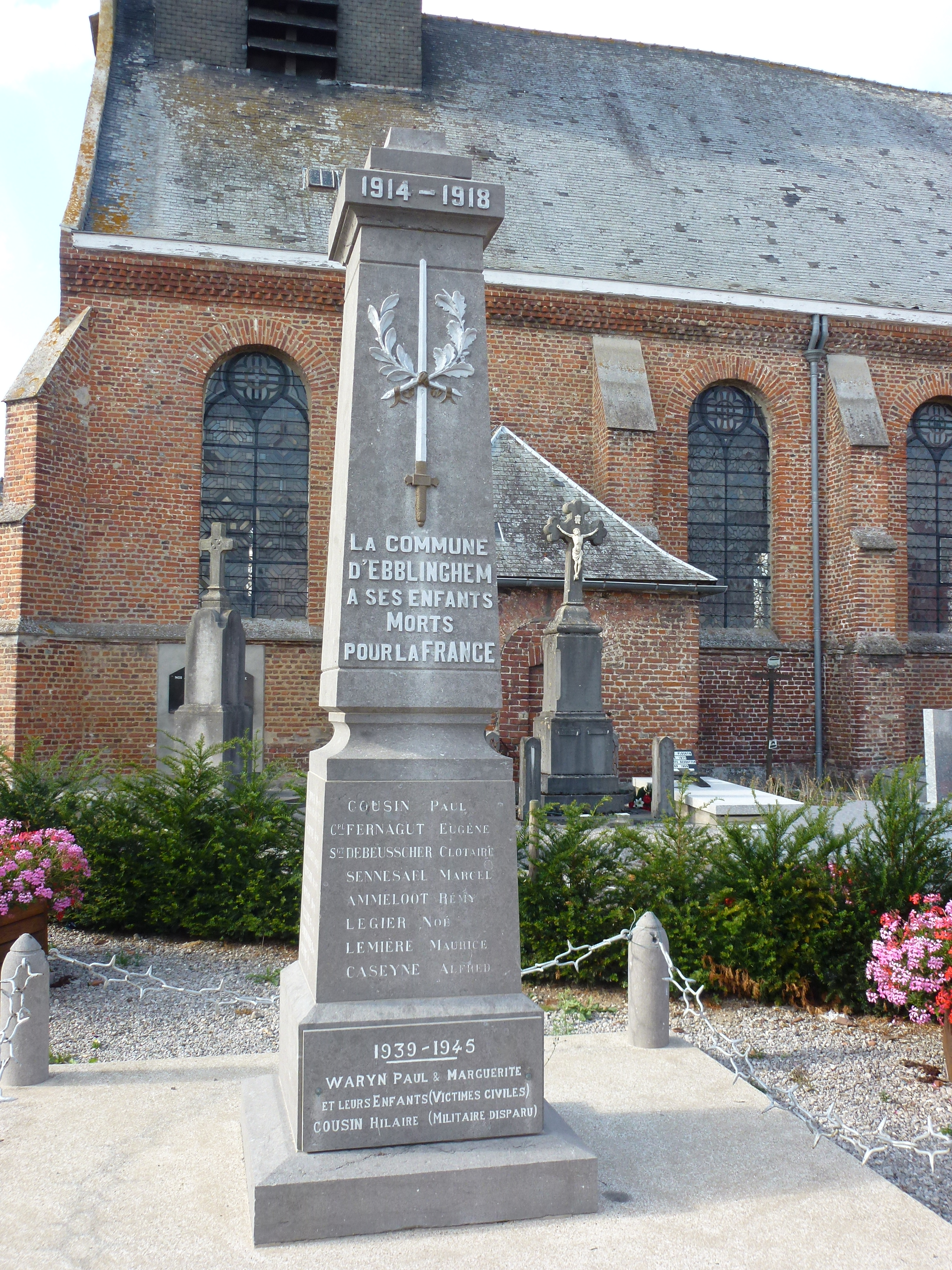
Gefallenendenkmal
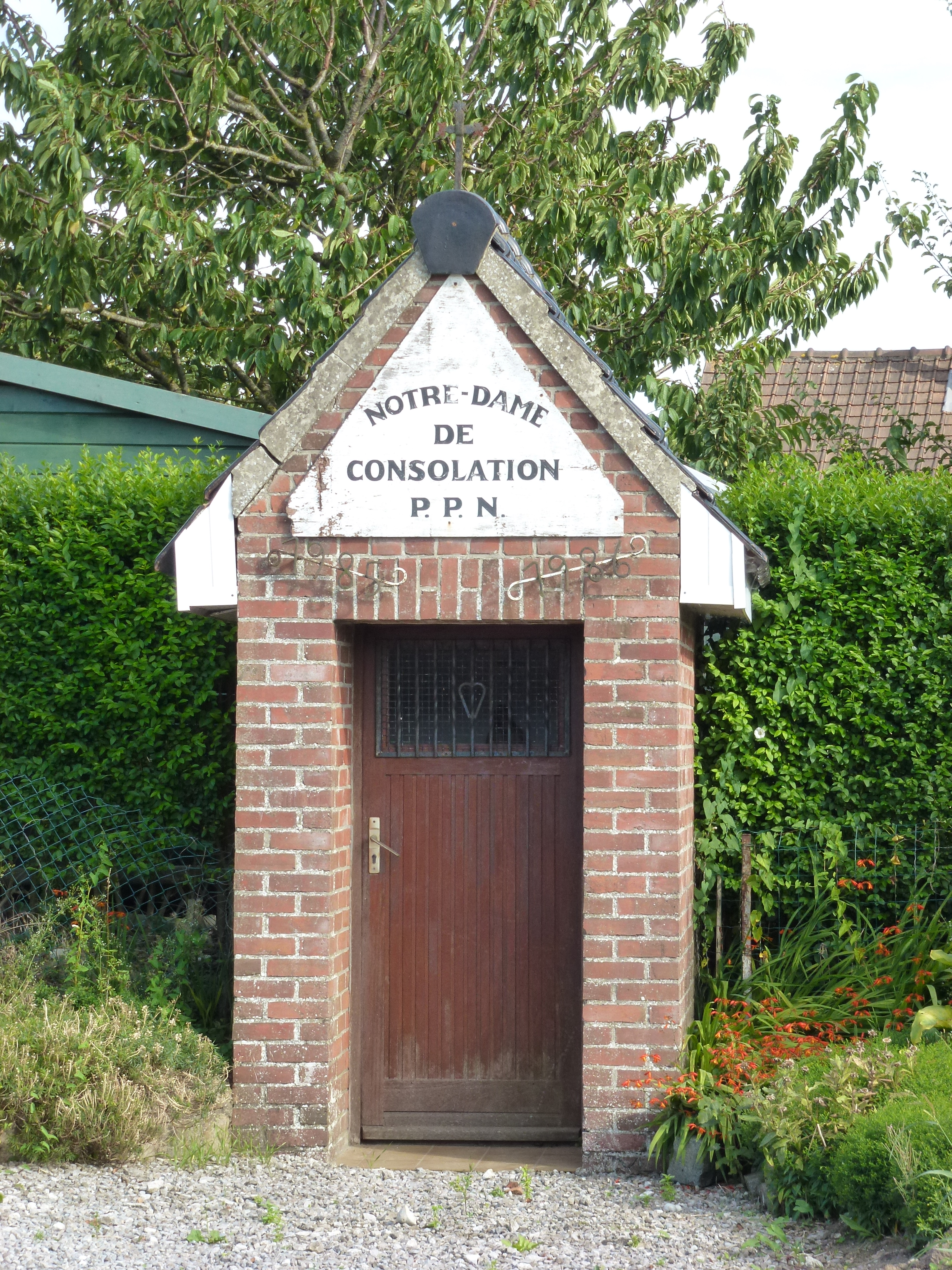
Oratorium

## Verkehr
Die Departementsstraße D 642, die ehemalige Route nationale 42 von Boulogne-sur-Mer über Renescure nach Lille über Wallon-Cappel, durchquert das Gemeindegebiet von West nach Ost. Die Departementsstraße 161 wird nordwestlich nach Staple geführt, die nachgeordnete D 55 südlich nach Lynde. Busse einer Linie der Transportgesellschaft Arc-en-Ciel des Départements Nord haten im Weiler Belle Vue und verbinden Ebblinghem mit Buysscheure über Cassel und mit Hazebrouck.
Ebblinghem besitzt einen Haltepunkt an der Bahnstrecke Lille–Les Fontinettes, der von Zügen von zwei Linien der TER Hauts-de-France bedient wird und die Gemeinde mit Calais und Arras über Hazebrouck verbindet.